# Contea di Dawson (Montana)
La contea di Dawson (in inglese Dawson County) è una contea del Montana, negli Stati Uniti. Il suo capoluogo amministrativo è Glendive.

## Geografia fisica
La contea si trova nella parte orientale dello Stato. Ha un'area di 6.172 km² di cui lo 0,42% è coperto d'acqua. Parte della contea è occupato da calanchi. I fiumi principali sono lo Yellowstone e il Redwater.

### Contee confinanti
- Contea di Richland - nord
- Contea di Wibaux - est
- Contea di Prairie - sud
- Contea di McCone - ovest

## Storia
La contea fu creata nel 1869 e fu chiamata così in onore di Andrew Dawson.

### Evoluzione demografica

Situazione demografica

## Città principali
- Glendive (capoluogo) - city
- Richey - town
- West Glendive - cdp

## Strade principali
- Interstate 94

## Scuole
- Scuole pubbliche di Glendive, su glendiveschools.com.
- Dawson Community College, su dawson.cc.mt.us. URL consultato l'8 aprile 2007 (archiviato dall'url originale il 9 maggio 2007).